# Арнштајн (Доња Франконија)
Арнштајн (њем. Arnstein) град је у њемачкој савезној држави Баварска. Једно је од 40 општинских средишта округа Мајна-Шпесарт. Према процјени из 2010. у граду је живјело 8.209 становника. Посједује регионалну шифру (AGS) 9677114.

## Географски и демографски подаци
Арнштајн се налази у савезној држави Баварска у округу Мајна-Шпесарт. Град се налази на надморској висини од 228 метара. Површина општине износи 112,1 km². У самом граду је, према процјени из 2010. године, живјело 8.209 становника. Просјечна густина становништва износи 73 становника/km².

## Међународна сарадња
| Мјесто | Држава    | Врста сарадње | Од    |
| ------ | --------- | ------------- | ----- |
| Канкал | Француска | партнерство   | 1988. |
|        | Пољска    | партнерство   | 1993. |
| Извор  |           |               |       |